# سوزان دوغلاس
سوزان دوغلاس (بالإنجليزية: Suzzanne Douglas)‏ هي ممثلة أمريكية، ولدت في 12 أبريل 1957 بشيكاغو في الولايات المتحدة.

## أعمال

### أفلام
- (2003) مدرسة الروك[7]

## وصلات خارجية
- سوزان دوغلاس على موقع IMDb (الإنجليزية)
- سوزان دوغلاس على موقع أول موفي (الإنجليزية)
- سوزان دوغلاس على موقع قاعدة بيانات برودواي على الإنترنت (الإنجليزية)
- سوزان دوغلاس على موقع إن إن دي بي (الإنجليزية)
- سوزان دوغلاس على موقع قاعدة بيانات الفيلم (الإنجليزية)